# Google Video
Google Video var websted, hvor man kunne se og uploade videoer. Tjenesten konkurrerede tidligere med YouTube. Tjenesten blev nedlagt i 2012.